# Edegemse Beek
De Edegemse Beek is een onbevaarbare waterloop van tweede categorie in Edegem, die wordt beheerd door de provincie Antwerpen. Het brongebied van de beek ligt aan het buurtpark Romeinse Put en de wijk Buizegem (dat het hoogste punt van Edegem vormt en waar de gemeente is ontstaan) tot aan de Mechelsesteenweg en vormt op enkele uitzonderingen na de gemeentegrens tussen Edegem en Kontich. Voorbij het brongebied loopt de Edegemse Beek stroomafwaarts naar het westen, richting Aartselaar en passeert dan achtereenvolgens de Boniverlei, het (in 2016 aangelegde) Pluysegembos, het (in 2019 aangelegde) Klimaatbos, de Prins Boudewijnlaan, het park Zandbergen, de sportsite Kattenbroek en de E19. Vervolgens stroomt de waterloop in Kontich voorbij de Vuile Plas en het Kasteel Groeningenhof waarna ze in Aartselaar, net als de Kleine Struisbeek, uitwatert in de Benedenvliet (Grote Struisbeek) die op zijn beurt in Hemiksem uitmondt in de Zeeschelde.
In 2021 werd de Edegemse Beekvallei door de gemeente en diverse overheidsinstanties die belast zijn met het waterbeheer (Vlaamse Landmaatschappij, Aquafin, provincie Antwerpen) erkend als een belangrijke open ruimtedrager die als structurerend landschapselement ingezet kan worden voor het ontwikkelen en versterken van dit groot open ruimtegebied als groene long in de Zuidrand van het Regionaal Landschap Rivierenland.